# Inscripció Duenos

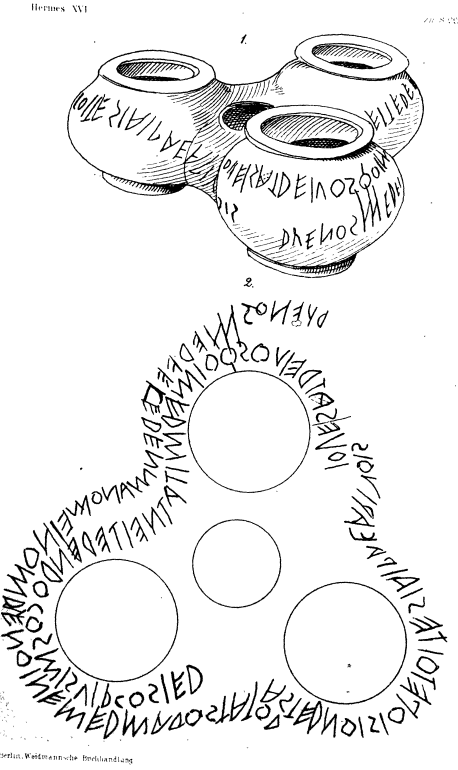
Il·lustració de la «gerra Duenos» de Dressel.

La inscripció Duenos és un dels primers registres escrits en llatí, datada entre el segle VII i el segle V aC. Es tracta d'un text de tres línies escrit en una obra artesana que consta de tres gerres juntes, la qual va ser descoberta per l'arqueòleg alemany Heinrich Dressel el 1880 a la ciutat de Roma. Va rebre el seu nom per la primera paraula– Duenos, que significa «bo» en llatí arcaic – de la tercera línia, que és la que es va poder desxifrar amb major seguretat.

## El text desxifrat
- La inscripció diu el següent:

IOVE|SATDEIVOSQOIMEDMITATNEITEDENDOCOSMISVIRCOSIED / ASTEDNOISIOPETOITESIAIPACARIVOIS / DVENOSMEDFECEDENMANOMEINOMDVENOINEMEDMALOSTATOD
- La transcripció en llatí arcaic seria:

iovesat deivos qoi med mitat nei ted endo cosmis virco sied
asted noisi opetoi tesiai pacari vois
duenos med feced en manom einom duenoi ne med malos tatod
- I la traducció al llatí clàssic podria ser aquesta:

iurat deos qui me mitat ni in te comis virgo sit.
at te nisi [OPETOITESIAI] paca rivis.
Bonus me fecit in [MANOM EINOM] bono. ne me malus tollito.
- Les primeres línies són bastant confuses:

1. [el] que et va enviar [a mi] demana als déus, si [la] virco (=jove? Proserpina?) no és bona amb tu
2. i ni t'he (?) apaivaga [aquests] rius

- Únicament la tercera línia es pot traduir de forma més o menys inequívoca:

a) «[Un home] bo em va fer amb bona finalitat [per a un home] bo, [que] no em robi [un home] dolent».
b) «[Un] bon home em va fer amb bon propòsit per a [un] bon home, [que] el mal no se m'emporti», etc.